# 阿部公江
阿部 公江（あべ きみえ、1960年11月14日 - ）は、日本のフリーアナウンサー、旭ダイヤモンド工業の専属ジュエリーアドバイザー。

## 来歴
北海道出身。武蔵野女子大学短期大学部卒業。
短大を卒業後、全日本空輸に入社。同社の客室乗務員を経て、テレビ東京パーソナリティ室所属のアナウンサーになる。1989年4月から2005年4月までテレビ東京『レディス4』のサブMCを務め、その後もコーナー担当で出演する。
後に『レディス4』を降板するが、その際に同番組での商品紹介が縁で旭ダイヤモンド工業の担当者からヘッドハンティングされる。以来、ショップチャンネルの番組に同社のジュエリーアドバイザーとして出演している。同社の商品開発にも携わっている。
その後、テレビ東京『開運!なんでも鑑定団』2018年4月24日放送分の「出張！なんでも鑑定団」に、依頼人の1人として登場した。その際に、結婚して夫の実家がある山口県下松市に住んでいると紹介された。また、同年12月7日にはTBS『爆報! THE フライデー』にも出演し、宝飾品で1日1億円を売り上げるカリスマ販売員になったこと、『レディス4』出演期間中は独身であったことなどが明かされた。